# École du service public de la mer
L’École du service public de la mer (ESPMER) est une école française du service public, chargée d'assurer la formation du personnel des administrations de la mer et du littoral.
Créée le 4 janvier 2024, elle reprend les missions de l’École nationale de la sécurité et d’administration de la mer (ENSAM). Elle regroupe sous la même entité une grande école militaire, l'École des Administrateurs des Affaires Maritimes (EAAM) et un centre de formation des agents des administrations de la mer. La première assure la formation initiale des administrateurs des affaires maritimes (AAM), officiers de carrière de la Marine nationale. La seconde dispense la formation initiale et continue des agents des administrations chargées de la mer et du littoral. L'ESPMER peut également recevoir des stagiaires des établissements publics, des collectivités territoriales ou du secteur privé ainsi que des stagiaires étrangers.

## Historique
Créée le 4 janvier 2024, l'ESPMER rebaptise l'ENSAM, afin d'éviter une homonymie avec l'acronyme de l’École nationale supérieure des arts et métiers (ENSAM), dont une antenne sera implantée sur le campus du Havre (site Frissard) à l’horizon 2026-2027.
L'ENSAM a été créée en 2012 pour regrouper l'ensemble des cursus de formation des affaires maritimes sur le site de Nantes. Elle est l’héritière des différentes écoles chargées depuis 1912 de la formation des administrateurs de l'inscription maritime, puis des affaires maritimes.
Les origines de l'inscription maritime remontent à la fin du XVIIe siècle. Les commissaires aux classes étaient alors chargés de la conscription des marins de la pêche et du commerce pour assurer l'armement des vaisseaux de la Marine royale.
Reprenant ces missions militaires, le corps des administrateurs de l'inscription maritime créé en 1902, conserve un caractère militaire. Il continue de le conserver, même après la fin du système de conscription propre à la marine marchande en 1967 et sa transformation en corps des administrateurs des affaires maritimes. Ce caractère militaire n’a pas connu de remise en cause, à l'exception brève mais notable de la période du régime de Vichy.
L'évolution des missions propres à l’inscription maritime a contribué progressivement à la constitution d’un cursus de formation à part entière, à la fois différent de celui de l’École navale mais aussi de l’École du commissariat de la Marine.
En effet, dans les premières années d’existence du corps, les administrateurs étant alors issus des rangs des commissaires de la Marine, il ne semblait pas nécessaire de créer un cursus spécifique. Cette vision n’a prévalu que peu de temps, des besoins de formations spécifiques s'affirmant. Ainsi, dès 1912 est créée la première École d'administration de l’inscription maritime, marquée par  une histoire mouvementée et de nombreux changements de siège.
La première école s'installe à Nantes sous le statut de grande école militaire. Elle n’assure alors que la formation des administrateurs de l'inscription maritime. Le cursus en deux ans mêle cours théoriques (organisation de la Marine, droit maritime, statut du marin, pêche…) et pratiques (navigation, visites de navires et de chantiers, etc.).
Cependant, le régime de recrutement évolue et l'école ferme en 1926. Les nouveaux administrateurs sont en effet uniquement recrutés par voie interne et la formation se réduit à un stage de 6 mois au sein des services de l'inscription maritime. Elle n’est recréée qu'en 1942 à Marseille après la réouverture d'un concours externe. 
Après trois ans de fonctionnement dans des conditions précaires, l'école de Marseille ferme ses portes en 1945 et se déplace à Saint-Servan dans les environs de Saint-Malo. La scolarité dure alors 3 ans et comporte dès lors les éléments majeurs qu'on lui connaît encore aujourd'hui. Le caractère militaire du corps est réaffirmé : outre une formation militaire initiale d'un mois, les élèves effectuent 1 à 3 mois d'embarquement en escadre sur un nombre varié de bâtiments de la Marine nationale. À partir de 1961-1962, ils participent à la campagne sur la Jeanne d'Arc qui clôture leur 3ème année. D'autres stages sont spécifiquement tournés vers la connaissance du milieu maritime dans lequel ils sont amenés à servir. Ainsi, les futurs administrateurs effectuent plusieurs embarquements :
- 2 semaines à la pêche,
- 1 mois dans un port de commerce,
- 1 mois au sein des services d'une grande compagnie maritime,
- 3 mois embarqués au long cours.

L'essentiel de la formation reste néanmoins axé sur les matières juridiques et administratives indispensables à la réalisation des différentes tâches de gestion des quartiers maritimes et des directions centrales.
En 1964, l'école déménage à Bordeaux où elle occupe les locaux de l'ancienne école nationale de la marine marchande récemment fermée. Elle prend en 1967 le nom d'École d’administration des affaires maritimes (EAAM). L'enseignement reste proche de ce qu'il était à Saint-Servan mais l'ambition de l'école s'étend. Dans les années 1980, l'EAAM connaît une forte évolution, l'enseignement est réformé afin de donner aux élèves de meilleures connaissances axées sur les nouvelles technologies de la communication, l'économie et la gestion des entreprises. En parallèle, est mis en place un centre de formation continue sur le site de Bordeaux destiné aux agents civils du secrétariat d’État à la mer. Une plus grande ouverture est recherchée avec la mise en place d'un cycle de conférences hebdomadaires et de stages au sein des préfectures et des préfectures maritimes. L'école s'ouvre aussi à la mixité avec l'arrivée en 1977 des premiers élèves administrateurs de sexe féminin.
L'école quitte Bordeaux en 2010 pour de nouveau s'installer à Nantes, dans les locaux de l'ENSM. Elle regroupe alors sur un même site l'ensemble des formations du personnel (militaire et civil) des affaires maritimes et plus largement du ministère chargé de la mer.
Les réformes de l’État initiées à partir de 2007 amènent à un profond remaniement du personnel, des corps et des services déconcentrés des affaires maritimes. Le corps des officiers du corps technique et administratif des affaires maritimes (OCTAAM) est supprimé faisant disparaître leur école, composante de l'ENSAM. Il en va de même pour les inspecteurs des affaires maritimes et les contrôleurs des affaires maritimes. Les premiers seront intégrés au corps des attachés d'administration de l’État ou dans le corps des ingénieurs des travaux publics de l'Etat (ITPE), en fonction de leur spécialisation. Les seconds au corps des techniciens supérieurs du développement durable (TSDD) pour ceux issus des spécialités « navigation et sécurité » ou « pêches, cultures marines et environnement » et à celui des secrétaires d'administration et de contrôle du développement durable pour ceux de spécialité « droit social et administration générale ».
Le 1er septembre 2021, l'ENSAM  quitte Nantes pour s'installer au Havre sur le site de l’École nationale supérieure maritime (ENSM).
Ces réformes ont aussi entraîné une diversification des voies de recrutement et donc des profils. L'ESPMER accueille ainsi aujourd'hui une très grande diversité d'élèves et de stagiaires.

## Organisation
Créée le 4 janvier 2024 par l'arrêté du 20 février 2020, l'ESPMER est rattachée à la direction des affaires maritimes (DAM), qui relève du ministère de la Mer. Son siège est situé au Havre.
Service à compétence nationale (SCN), l'ESPMER comprend 2 entités :
- L’École d'administration des affaires maritimes (EAAM) : grande école militaire qui assure la formation initiale des administrateurs des affaires maritimes (AAM), un corps d’officiers de carrière de la Marine nationale et d’administrateurs de l’État. Ces derniers ont la particularité, pour des militaires, d’être administrés par le ministère chargé de la mer où ils occupent divers postes de hauts-fonctionnaires, c’est-à-dire de direction, de conception des politiques maritimes et d’expertise.
- L’École de formation des affaires maritimes (EFAM)[9] : assure la formation de spécialisation des ITPE dans le domaine de la sécurité des navires, ainsi que la formation initiale ou d'adaptation à l'emploi des agents nouvellement affectés au sein de l'administration chargée de la mer et du littoral. Elle assure également la formation continue des agents du ministère de la mer, du ministère de la transition écologique ainsi que d'autres administrations qui, compte tenu du caractère maritime de leurs missions, ont un besoin de formation relatif  à l'administration et au contrôle des activités maritimes.

## Recrutement

### Les administrateurs des affaires maritimes
Les administrateurs des affaires maritimes constituent un corps d’officiers de carrière de la Marine nationale dont le statut particulier a été défini par le décret n°2012-1546 du 28 décembre 2012. Ils sont recrutés par concours (arrêté du 29 janvier 2013 portant organisation des concours pour le recrutement d'élèves administrateurs des affaires maritimes) ou à la sortie de l'Ecole polytechnique.
- Concours externe (article 4-1 du décret du 28 décembre 2012) :  le recrutement d'élèves administrateurs est ouvert aux candidats de moins de 26 ans, physiquement aptes et disposant d'un des diplômes permettant l'accès au concours de l'école nationale d'administration (ENA).
- Concours interne (article 4-2 du décret du 28 décembre 2012) : le recrutement d'élèves administrateurs est ouvert aux fonctionnaires de catégorie B des trois fonctions publiques ainsi qu'aux sous-officiers des armées.
- Concours interne (article 6-1 du décret du 28 décembre 2012) :  le recrutement d'administrateurs stagiaires est destiné aux fonctionnaires de catégorie A des trois fonctions publiques,  aux officiers des armées et aux officiers de la marine marchande.
- Les élèves issus de l’École polytechnique peuvent choisir l'EAAM comme école d'application[10].

A l'issue de leur formation ils occuperont des postes diversifiée de cadre chargé du suivi des politiques publiques au sein de l’administration centrale et des services déconcentrés. Ils peuvent aussi être amenés à travailler dans les instances européennes et internationales. D'autres sont affectés en tant qu'officiers dans les CROSS, ils sont alors chargés de la conduite des opérations de secours en mer ou de la surveillance des pêches. Les administrateurs ayant préalablement une formation technique (marine marchande ou ingénieur) peuvent aussi être affectés en tant qu'inspecteur dans les centres de sécurité des navires après un cursus en commun avec les ITPE.

### Les inspecteurs de la sécurité des navires
Il existe 4 voies d’accès à la spécialisation d’inspecteur de la sécurité des navires (ISN):
- Les élèves-fonctionnaires de l’école de l’école nationale des travaux publics de l’État (ENTPE) sont rémunérés pendant leurs 3 années d’études à l'ENTPE et doivent ensuite accomplir 8 années au sein de ses services. Au cours de leur 3ème année, les ITPE ont la possibilité de postuler à une année de spécialisation supplémentaire (requise pour certaines affectations), cette procédure étant communément appelée « ITPE 4A ». C’est le cas pour l’affectation sur les postes d’Inspecteur de la Sécurité des Navires. Ainsi, après la publication des postes disponibles en octobre/novembre de leur 3ème année, tous les élèves ITPE peuvent déposer leur dossier (quels que soient les cours qu’ils ont suivis). Il sera examiné en janvier par un jury composé d’un agent des ressources humaines du MTE, d’un agent des ressources humaines de l’ENTPE et d’un membre de la direction de l’ENTPE. Un oral de motivation est organisé en février. L’admission à cette 4ème année de spécialisation est publiée avant la publication de la fiche des primo affectations (qui correspond à la procédure « normale » de sortie de l’ENTPE pour les postes qui ne requièrent pas une spécialisation). Cette année « ITPE 4A » compte comme l’une des 8 années que chaque ITPE doit passer au service de l’État.
- Recrutement d’ITPE sur titre.
- Les ITPE ayant un profil et des compétences répondant à des besoins spécifiques (par exemple, les inspecteurs des installations classées pour la protection de l'environnement - ICPE).
- Les AAM et les Ingénieurs de l'industrie et des mines (IIM) peuvent également accéder au parcours ISN.

A l'issue de leur formation, les nouveaux ISN sont affectés en centres de sécurité des navires en tant qu'inspecteur et sont chargés en particulier de l'inspection des navires battant pavillon français pour la délivrance des titres de sécurité ainsi que de l'activité du Port State Control sur les navires immatriculés à l’étranger touchant les ports français. Ponctuellement les ISN sont engagés au sein des équipes d’évaluation et d’intervention que le Préfet maritime choisit d’envoyer pour expertise des sinistres à bord des navires en difficulté au large des côtes françaises.

### Les cursus de formation continue
La formation continue est assurée par l'EFAM. Elle est principalement destinée aux agents du ministère de la mer et du MTE exerçant des missions à caractère maritime nécessitant des compétences particulières. Cependant, des agents d'autres administrations ou des collectivités territoriales et des établissements publics peuvent aussi y participer. Elles sont organisées en fonction des besoins des administrations.

### Stagiaires étrangers
Chaque année, dans le cadre de la coopération internationale et en lien avec le ministère des affaires étrangères, l'ESPMER ouvre un certain nombre de places destinées à accueillir des élèves étrangers au sein des cursus de formation des AAM et des ISN. Ceux-ci sont destinés par la suite à occuper des fonctions d’encadrement et de contrôle dans les administrations de leurs pays d’origine.

## Déroulement des formations
Le déroulement et la durée de la scolarité dépend du cursus intégré. Cette dernière varie de plusieurs mois à 2 ans pour la formation initiale et de quelques jours à quelques semaines pour la formation continue.

### Les cursus de formation des administrateurs des affaires maritimes.

#### La formation initiale des élèves-administrateurs et des polytechniciens
Les élèves administrateurs issus des concours externe et interne (des articles 4-1 et 4-2 du décret du 28 décembre 2012) entrent au grade d'élèves administrateurs (correspondant au grade militaire d’aspirant) et suivent un cursus de 2 ans. Les polytechniciens suivent le même cursus mais entrent au grade d’administrateur de 2ème classe (correspondant au grade d’enseigne de vaisseau de 1ère classe/Lieutenant).
La première année est axée sur la formation militaire et maritime. Les élèves passent dès leur arrivée, 3 semaines à l’École navale pour leur formation initiale d'officier (FIO). Ils y apprennent les fondamentaux de la vie et du comportement militaires ainsi que du fonctionnement de la Marine nationale. Au cours de l’année, ils peuvent participer à plusieurs cérémonies militaires : remise des épées, présentation aux drapeaux et défilé du 14 juillet,.
L'autre partie de l'année est consacrée à la formation maritime, elle se fait essentiellement lors de la formation d'officier chef de quart (OCDQ) à l’École navale et lors de divers stages embarqués (commerce, pêche, sports nautiques, etc.). Elle est complétée par des formations théoriques relatives à l'administration de la mer et de littoral, à la technique du navire, au droit de la mer et au droit maritime, aux activités maritimes et de nombreuses autres thématiques présentées par des intervenants spécialisés.
La deuxième année est essentiellement consacrée à la formation administrative des élèves. Ils doivent acquérir des connaissances dans l'ensemble des domaines d'intervention des affaires maritimes, au moyen de cours et d'interventions à l'ESPMER mais aussi à travers des stages dans divers services (CROSS, DDTM/DML, DIRM, préfecture, préfecture maritime, parquet …).
C'est aussi une année de spécialisation selon le choix de chaque administrateur-élève, de son profil de formation et des besoins de l'administration. Trois spécialités sont proposées :
- Administration générale et fonctions opérationnelles (CROSS) ;
- Sécurité et sûreté des navires, prévention des risques ;
- Enseignement supérieur maritime.

La fin de l'année est marquée par la cérémonie du baptême de promotion puis par la participation à la mission Jeanne d'Arc aux côtés des autres officiers de Marine. A leur retour, les nouveaux AAM rejoignent leurs affectations.
Depuis 2008, les élèves administrateurs suivent parallèlement à leur scolarité à l'ESPMER des cours à la faculté de droit de Nantes pour l’obtention du master 2 en « droit et sécurité des activités maritimes et océaniques » (DSAMO). Les étudiants de la faculté suivent quant à eux des cours à caractère technique au sein de l'ESPMER.

#### La formation initiale des administrateurs-stagiaires
Les administrateurs stagiaires entrent dans le corps au grade d'administrateur de 1ère classe (correspondant au grade militaire de lieutenant de vaisseau). Issus du monde civil ou militaire, ils prennent part à la FIO de 3 semaines. Ils suivent ensuite le cursus des administrateurs élèves de deuxième année. Ils ne participent pas à la mission Jeanne d'Arc mais bénéficient de stages supplémentaires.

#### Les cycles de formation dans le cadre de l’enseignement militaire supérieur (EMS)[23],[24]
Après une première partie de carrière, les AAM sont amenés à revenir à l’EAAM pour réaliser les étapes successives de l'enseignement militaire supérieur (EMS).
Cette formation militaire supérieure vise à préparer les officiers sélectionnés à l'exercice de responsabilité de haut niveau. Elle poursuit un triple objectif défini par l’article D. 4152-1 du code de la défense :
1. tenir des postes demandant une qualification élevée dans certaines techniques ;
2. exercer des fonctions exigeant un haut niveau de connaissances générales et scientifiques ;
3. assumer d'importantes responsabilités de commandement et de direction.

Ce cycle de formation s’intègre de deux manières : soit via une sélection réalisée par l'Inspection générale des affaires maritimes (IGAM) sous l'autorité du ministère des Armées et se basant sur la valeur professionnelle des officiers, soit via l’Ecole de guerre.
Une fois sélectionnés, les stagiaires réalisent une étude scientifique, technique ou administrative sanctionnée par la présentation d'un mémoire, suivi d'un stage d'application pour le second degré. Une scolarité à l’École de guerre peut aussi être réalisée (second degré).

### La formation initiale des Inspecteurs de la Sécurité des Navires
À la suite de l'obtention de leur diplôme d'ingénieur au sein de l’ENTPE, les Ingénieurs des Travaux Publics de l'État (ITPE) intègrent l’ESPMER pour un an de formation. Après le module « Sécurité maritime », ils intègrent la formation maritime dispensée par l’École nationale supérieure maritime (ENSM), qui les prépare aux aspects juridiques, techniques et humains spécifiques à leurs futures missions d’Inspecteur. Parallèlement, ils bénéficient des enseignements du Master 2 de Droit Maritime et rédigent dans ce cadre un mémoire.
De décembre à avril, les ISN suivent des modules de formation aux diverses missions qu'ils occuperont (inspection des navires <24 m, Inspection des navires ROPAX ; audits ISPS, MLC et ISM) ainsi que des stages pratiques. Ces derniers se déroulent en centres de sécurité des navires (CSN) ou au sein de chantiers navals. De même ils participent à un voyage d'études d'une semaine auprès de l’Organisation maritime internationale (OMI) à Londres.
La formation se termine par un embarquement en tant qu'élève sur un navire de commerce pour une durée d'un à deux mois, pendant lesquels ils participent et observent les opérations au pont et à la machine.
Au cours des premières années de poste et tout au long de leur carrière, les inspecteurs de la sécurité des navires sont fréquemment conviés à des sessions de formation continue pour perfectionner et actualiser leurs connaissances.

### La formation continue
Les stages sont destinés à une grande variété de publics. Ils permettent d'assurer l'adaptation des agents à leur nouveau poste, l'acquisition ou le développement de leurs qualifications ou encore l'adaptation de leurs qualifications à l'évolution de leur métier.
Les principaux domaines de formation sont ,:
- le sauvetage en mer ;
- la sécurité maritime
- la profession de marin ;
- le transport maritime et la gestion des navires ;
- la gestion des ressources halieutiques et aquacoles ;
- les polices exercées en mer ;
- l'action de l'État en mer ;
- la gestion du domaine public maritime et du littoral ;
- l'environnement marin.

L’ESPMER assure aussi la formation du personnel opérationnel des centres régionaux opérationnels de surveillance et de sauvetage (CROSS) par l’« école des CROSS » qui regroupe au sein de l’établissement des instructeurs spécialisés. Les publics amenés à y réaliser des stages sont les officiers constituant les états-majors des CROSS, les officiers mariniers servant en CROSS comme opérateurs de recherche et de sauvetage ou chargés de la surveillance de dispositifs de séparation du trafic ou encore les officiers et fonctionnaires des préfectures maritimes. Enfin, les instructeurs de l’école des CROSS participent, aux côtés de l’École navale, à la formation du personnel de spécialité guetteur sémaphorique.

## Partenariats
L’ESPMER entretient des partenariats privilégiés avec plusieurs établissements d’enseignement permettant d’assurer des formations croisées mutuellement bénéfiques et la création de synergies.

### L’École navale[26]
L’ESPMER/EAAM entretient des liens forts avec l'École navale . En première année, les élèves administrateurs y réalisent leur formation initiale d’officier et suivent un stage de quinze semaines de formation chef de quart. Ils y retournent ensuite en deuxième année pour participer à la mission “Jeanne d'Arc” auprès des autres élèves de l’École navale.
De son côté, l’ESPMER réalise divers stages et interventions pour le compte de l’École navale. Elle est ainsi partie prenante dans la formation des guetteurs sémaphoriques et des personnels de la Marine nationale amenés à servir en CROSS. Ces formations peuvent aussi intervenir dans ces autres domaines de spécialité, en particulier la police des pêches.

### L'ENSM[26]
Ce partenariat avec l'Ecole Nationale Supérieure Maritime est renouvelé depuis 2010, date d'implantation des formations de l'administration chargée de la mer sur le site de Nantes. Il se traduit par la mise en commun de locaux, de moyens pédagogiques et le partage d’outils de formation tels que les simulateurs de navigation ou de surveillance du trafic maritime.

### L'Université de Nantes
L’ESPMER collabore étroitement avec le centre de droit maritime et océanique de l'Université de Nantes. Les élèves administrateurs et les ISN y poursuivent une formation diplômante sanctionnée par la délivrance d’un master 2 « droit et sécurité des activités maritimes et océaniques » (DSAMO). L'ESPMER assure la partie plus technique de l'enseignement.

### Autres partenaires
Certains stages et sessions de formations se tiennent de manière délocalisées dans des organismes de formation partenaires (CEFCM, ENVSN, lycées professionnels maritimes).

## Liste des directeurs de l’ESPMER (depuis 1912)
N.B : administrateur principal (AP), administrateur en chef de 2ème classe (AC2), administrateur en chef de 1ère classe (AC1).

École de Nantes (1912-1927).
- AC1 Jean-Marie LEISSEN (1912-1923)
- AC2 Marie, Louis, Barthélémy DASSE (1913-1916)
- AP Eugène BAUDOIN (1916-1922)
- AP Léon GEORGE (1922-1926)

École de Marseille (1942-1945).
- AC1 Pierre MANTEL (1942-1945)
- AC1 André BABLET (1945-1945)

École de Saint-Servan (1945-1964).
- AC1 Raymond FORNER (1945-1951)
- AC1 Gustave JOLLY (1951-1952)
- AC1 René GEORGELIN (1952-1956)
- AC1 Henri HERISSON (1956-1958)
- AC1 Maurice CALLAMME (1958-1963)
- AC1 Robert BOLOPION (1963-1964)

Ecole de Bordeaux (1964-2010).
- AC1 Robert BOLOPION (1964-1967)
- AC1 Paul PIETRI (1967-1972)
- AC1 Edmond PERCIER (1972-1975)
- AC1 Roger PENNEC (1975-1980)
- AC1 Jacques COUESPEL du MESNIL (1980-1982)
- AC1 Alain COUDRAY (1982-1986)
- AC1 Alain KERFANT (1986-1989)
- AC2 Jacques BOLOPION (1989-1995)
- AC1 Jean-Marc HAMON (1995-2000)
- AC1 Didier BAUDOIN (2000-2005)
- AC1 Eric de CHAVANES (2005-2009)
- AC2 Jean-Michel CHEVALIER (2009-2010)

Ecole de Nantes (2010-2021).
- AC1 Jean-Michel CHEVALIER (2010-2012)
- AC1 Marc CHAPALAIN (2012-2020)
- AC2 Édouard PERRIER (2020-)